# Augustin Labutte
Augustin Labutte (1801-1881) est un historien et romancier français, auteur de plusieurs ouvrages sur la Normandie.

## Biographie
Augustin Labutte est le pseudonyme d'Augustin Michel, avocat de profession. Il fut membre de l'Académie des sciences, belles-lettres et arts de Rouen.

## Publications sélectives
- Histoire pittoresque de la Normandie, Paris : J. Bréauté, 1833.
- Esquisse historique sur Le Havre, Honfleur : Impr. de E. Dupray, 1841.
- Histoire des ducs de Normandie, Paris : Dauvin et Fontaine, 1852.
- Entretiens populaires sur l'histoire de France (406-1328) par Mathurin Blanchet, vigneron à Saint-Julien-du-Sault ; publiés et mis au jour par A. Labutte, Paris : C. Blériot, 1863.
- Jeanne d'Arc, sa vocation, sa mission, sa mort, Paris : Furne, Jouvet et Cie, 1866.
- Histoire populaire de l'empereur Napoléon Ier, racontée par Mathurin Blanchet ; mise en ordre et publiée par A. Labutte, Paris : Ch. Lahure, 1868.
- Histoire des rois d'Yvetot, Paris : Willem, 1871.